# Golești (gmina w okręgu Vâlcea)
Golești – gmina w Rumunii, w okręgu Vâlcea. Obejmuje miejscowości Aldești, Blidari, Coasta, Drăgănești, Gibești, Giurgiuveni, Opătești, Poenița, Popești, Tulei-Câmpeni i Vătășești. W 2011 roku liczyła 2540 mieszkańców.